# MTS (dron)
MTS je označení pro řadu českých bezpilotních autonomních leteckých prostředků (UAV), vyvíjených a vyráběných společností LPP Holding se sídlem v Praze. Jde o tzv. sebevražedné drony (loitering munitions), které jsou určeny pro nasazení v taktických operacích s vysokým rizikem elektronického rušení. Systémy byly veřejně představeny na veletrhu IDET 2025 v Brně a jsou aktivně využívány ukrajinskými ozbrojenými silami.

## Charakteristika
MTS je navržen jako plně autonomní bezpilotní prostředek schopný operovat bez GPS signálu a bez rádiového spojení s operátorem. Navigace je zajištěna pomocí pokročilého počítačového vidění, které porovnává obraz z palubní kamery s předem naplánovanou trasou. Tento systém využívá Kálmánův filtr pro průběžnou korekci odchylek.

## Varianty
MTS existuje ve více verzích, které se liší velikostí, druhem pohonu a parametry.
- Největší varianta má rozpětí křídel až 3,5 m, maximální vzletovou hmotnost 40 kg, nese užitečný náklad do 12 kg a dosahuje rychlosti až 230 km/h.[1]
- Dolet dosahuje až 1000 km a výdrž ve vzduchu až 9 hodin.[1][2]
- Letouny jsou poháněny spalovacím motorem umístěným na zádi. Menší verze využívají elektrický pohon.[1]

## Výzbroj
Drony mohou být vybaveny různými typy bojových hlavic v závislosti na charakteru cíle:
- HEAT – kumulativní hlavice proti obrněným cílům,
- HE-FRAG – tříštivá hlavice proti pěchotě,
- AT-TBFRAG – termobarická hlavice s fragmentací pro použití proti opevnění.

Hlavice mají hmotnost v rozsahu od 0,8 do 12 kg. Drony jsou odpalovány z přenosných pozemních zařízení a připraveny ke startu během dvou minut.

## Nasazení
Drony MTS byly nasazeny ozbrojenými silami Ukrajiny. Podle dostupných informací jich Ukrajina obdržela již stovky kusů. Podle ukrajinských operátorů fungují spolehlivě i v silně rušených zónách bez GPS signálu a bez datového spojení. Proběhlo také testování v reálných bojových podmínkách, kde byla potvrzena schopnost autonomního vyhodnocování a zaměřování cílů.

## Význam
Dron MTS představuje příklad moderní taktiky využívající plně autonomní systémy s minimální potřebou lidského zásahu. V kontrastu se zeměmi, které tyto technologie teprve testují, jsou české systémy již operačně nasazeny na Ukrajině, kde prokazují vysokou efektivitu v elektronicky zarušeném prostředí.